# 퇴촌도서관
퇴촌도서관은 경기도 광주시에 있는 공립 도서관이다.

## 연혁
- 2022년 10월 15일 개관.